# AOK Kerkyra
AOK PAE Kerkyra (řecky AOK ΠΑΕ Κέρκυρα, Αθλητικός Όμιλος Κασσιόπη Ποδοσφαιρική Αθλητική Ένωση Κέρκυρα) je řecký fotbalový klub z města Kerkyra, který působí ve 2. řecké lize. Klub byl založen v roce 1969 a svoje domácí utkání hraje na stadionu Kerkyra s kapacitou 2 685 diváků.

## Čeští hráči v klubu
- Jan Hable [1]